# Chilomeniscus savagei
Chilomeniscus savagei е вид змия от семейство Смокообразни (Colubridae). Видът не е застрашен от изчезване.

## Разпространение и местообитание
Разпространен е в Мексико.
Обитава места с песъчлива почва, дюни, крайбрежия и плажове.